# Syrrhopodon perarmatus
Syrrhopodon perarmatus är en bladmossart som beskrevs av Brotherus och William Walter Watts 1915. Syrrhopodon perarmatus ingår i släktet Syrrhopodon och familjen Calymperaceae. Inga underarter finns listade i Catalogue of Life.